# Lokalzeit Ruhr
Die Lokalzeit Ruhr ist eine der elf WDR-Lokalzeiten. Die Lokalzeiten sind Regionalmagazine für das Sendegebiet des WDR Fernsehens. Die Lokalzeit Ruhr ist zuständig für die regionale Berichterstattung für das mittlere Ruhrgebiet mit den Städten Bochum, Bottrop, Essen, Gelsenkirchen, Gladbeck, Herne, Mülheim an der Ruhr und Oberhausen. Dabei werden in der Sendung „Lokalpolitik, Wetterbericht, Verkehrslage oder regionale Events“ behandelt.

## Geschichte
Die Lokalzeit Ruhr wurde erstmals am 20. Januar 1997 ausgestrahlt. Zuvor wurde aus den WDR-Studios und Lokalzeiten aus Düsseldorf und Dortmund über das mittlere Ruhrgebiet berichtet. Sendezeiten sind werktäglich um 18:08:30 (Dauer: 5 Minuten) und (bis 2014 auch Samstags) um 19:30 (Dauer: 29 Minuten und 20 Sekunden). Am 5. September 2016 ging die Lokalzeit Ruhr, wie zeitgleich alle Lokalzeiten in einer neuen Studio-Kulissen auf Sendung. Das neue Studiodesign ist an das mehrerer anderer WDR-Studios angepasst, aus denen unter anderem die Aktuelle Stunde, Westpol und Hier und heute produziert werden. Seit dem 3. März 2021 sendet die Lokalzeit aus Ruhr in HD. Seit dem 8. März 2021 wird außerdem ein neues Lokalzeit-Intro verwendet, unter anderem mit einer Off-Sprecherin. Zum 20. September 2021 wurden einige Änderungen am Studiodesign vorgenommen.

## Moderatoren

### Derzeitige Moderatoren
- Maren Bednarczyk (seit 2021)[4]
- Lars Tottmann
- Désirée Rösch

### Ehemalige Moderatoren (Auszug)
- Hendrike Brenninkmeyer (-2007)
- Catherine Vogel (2008–2010)
- Johanna Klum (2010–2011)
- Julia Kleine (2015–2017)
- Anna Fleischhauer (2017–2021)